# Tre (Ladri di Biciclette)
Tre è il terzo ed ultimo album del gruppo musicale italiano Ladri di Biciclette, pubblicato dall'etichetta discografica RTI e distribuito dalla Ricordi nel 1994.
Il disco è disponibile su musicassetta e compact disc, formato che contiene in aggiunta il brano Dr. Jazz e Mr. Funk, già inserito nel primo album della band e pubblicato come singolo nel 1989.

## Tracce
1. Domani domani
2. No
3. I Love You Baby
4. Suona ancora
5. Tu prima dov'eri
6. Sopportare
7. Adesso devo fare il bravo
8. Non ho tempo
9. All'inferno
10. E volare
11. Dr. Jazz e Mr. Funk – solo sul compact disc